# 경영자매수
경영자매수(management buyout, MBO)는 회사의 기존 관리자가 모회사 또는 개인으로부터 회사의 대부분 또는 전부를 인수하는 인수 형태이다. 경영 및 차입매수는 1980년대 비즈니스 경제의 주목받는 현상이 되었다. 이러한 소위 MBO는 미국에서 시작되어 처음에는 영국으로 확산되었고 이후 유럽 전역으로 퍼졌다. 벤처 캐피털 산업은 유럽, 특히 영국, 네덜란드, 프랑스의 소규모 거래에서 매수 발전에 중요한 역할을 해왔다.

## 같이 보기
- 공개매수
- 차입매수